# Oregon Route 6

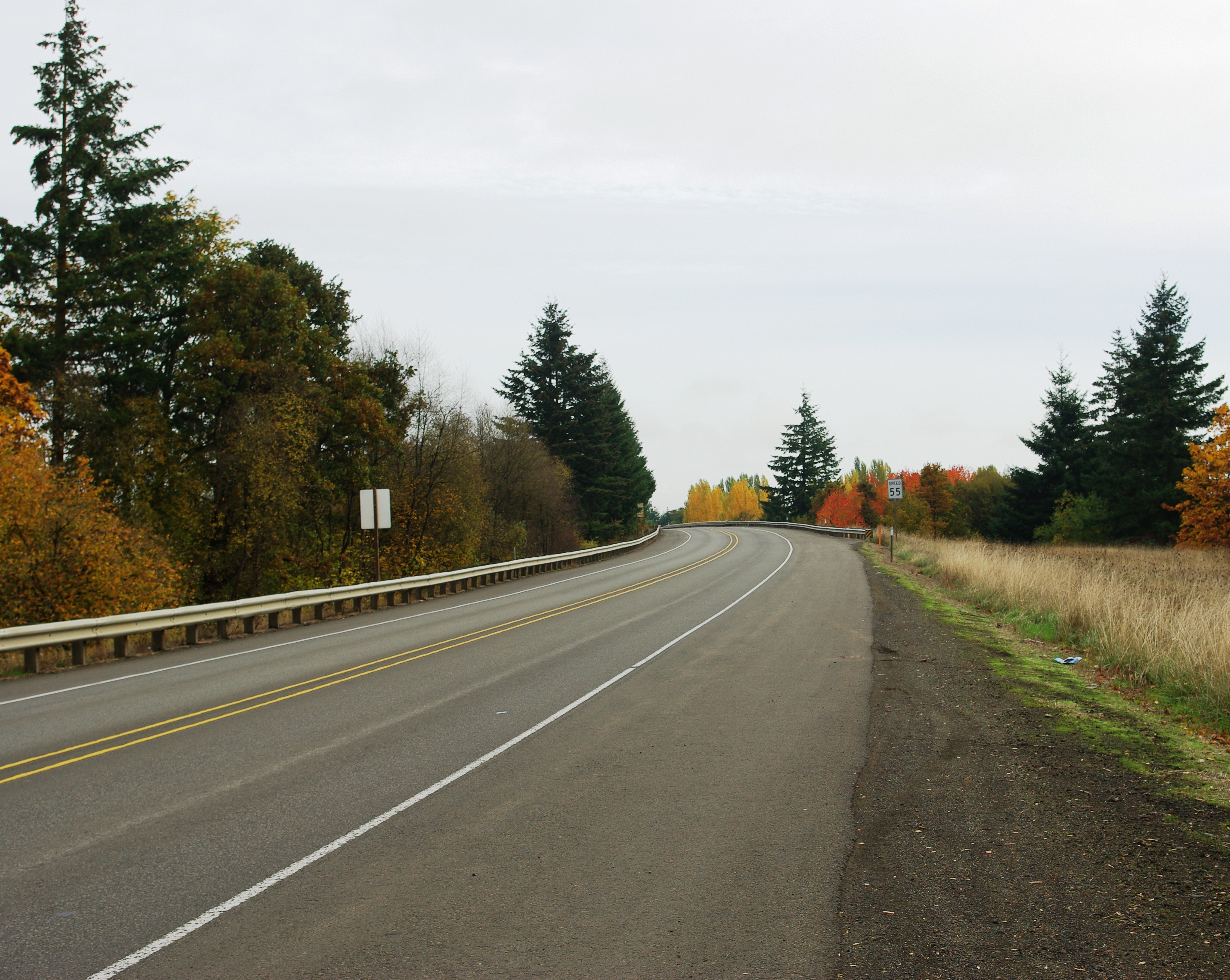
Az út Banksnél

Az Oregon Route 6 (OR-6) egy oregoni állami országút, amely kelet–nyugati irányban a U.S. Route 101 és az Oregon Route 131 tillamooki elágazásától a 26-os szövetségi országút Wilkesborótól északkeletre fekvő csomópontjáig halad.
A szakasz Wilson River Highway No. 37 néven is ismert.
A nagy gazdasági világválság idején az út építésében a Works Progress Administrationon keresztül alkalmazott munkások is részt vettek.

## Leírás
A szakasz a US 101 és az OR 131 Tillamookban fekvő kereszteződésénél kezdődik keleti irányban. Miután háromszor keresztezte a Wilson-folyót, a Tillamooki Állami Erdőben észak felé fordul, majd Jordan Creeken áthaladva északkeletre fordul. A pálya a timberi elágazás után délkeletre kanyarodik, majd Glenwoodot elhagyva az Oregon Route 8-cal találkozik. Banksbe érkezvén a nyomvonal érinti az OR 47 fel- és lehajtóit, majd a felüljáró után Wilkesboron keresztül a U.S. Route 26 Portland felé vezető irányába lehet továbbhaladni.

### Nyomvonal-korrekciók
- 1957 előtt a mai 8-as út, illetve egy Portland felé haladó szakasz is az Oregon Route 6 részét képezte.
- Az utolsó csomópont elkészültéig a forgalmat ideiglenesen a Glenwood és Timber közti mellékútra terelték.

## Fordítás
- Ez a szakasz részben vagy egészben  az   Oregon Route 6 című angol Wikipédia-szócikk History című fejezete ezen változatának fordításán alapul.  Az eredeti cikk szerkesztőit annak laptörténete sorolja fel. Ez a jelzés csupán a megfogalmazás eredetét és a szerzői jogokat jelzi, nem szolgál a cikkben szereplő információk forrásmegjelöléseként.